# Friedrich Franz II (Schiff)
Die Friedrich Franz II war ein 1847 in Glasgow gebautes Postschiff, das am 22. Juli 1849 auf der Ostsee nach einer Kollision in der Kadetrinne sank.

## Geschichte
Die Friedrich Franz II wurde 1847 auf der Werft Smith & Rodger in Govan gebaut und nach ihrem Stapellauf am 19. März 1847 unter dem Namen Earl of Rosslyn von der Edinburgh & Dundee Steam Packet Co, Edinburgh als Postschiff eingesetzt.
1849 wurde der Seitenraddampfer an die Mecklenburgische Dampfschifffahrtsgesellschaft, Wismar verkauft und über Kopenhagen in die Ostsee überführt.

## Letzte Fahrt
Am Nachmittag des 21. Juli 1849 verließ die Friedrich Franz II Wismar gegen 16 Uhr, um Passagiere und Ladung nach Kopenhagen zu bringen. In der Nacht zum 22. Juli 1849 zwischen 23 Uhr und Mitternacht kollidierte sie mit von dem von Kopenhagen nach Travemünde verkehrenden Dampfschiff Lübeck. Die Friedrich Franz II wurde dabei so unglücklich getroffen, dass sie innerhalb einer Stunde sank. Dabei kamen zwei von insgesamt sechs Passagieren ums Leben.
Das Wrack der Friedrich Franz II wurde 2020 von einem dänischen Vermessungsschiff entdeckt und an das Bundesamt für Seeschifffahrt und Hydrographie (BSH) gemeldet. Dieses untersuchte das in rund 27 m Tiefe auf dem Grund der Ostsee liegende Wrack Ende September 2020 mit dem Vermessungs-, Wracksuch- und Forschungsschiff Deneb. Es gilt als technikgeschichtlich bedeutend.